# Stolperstein in Bargteheide

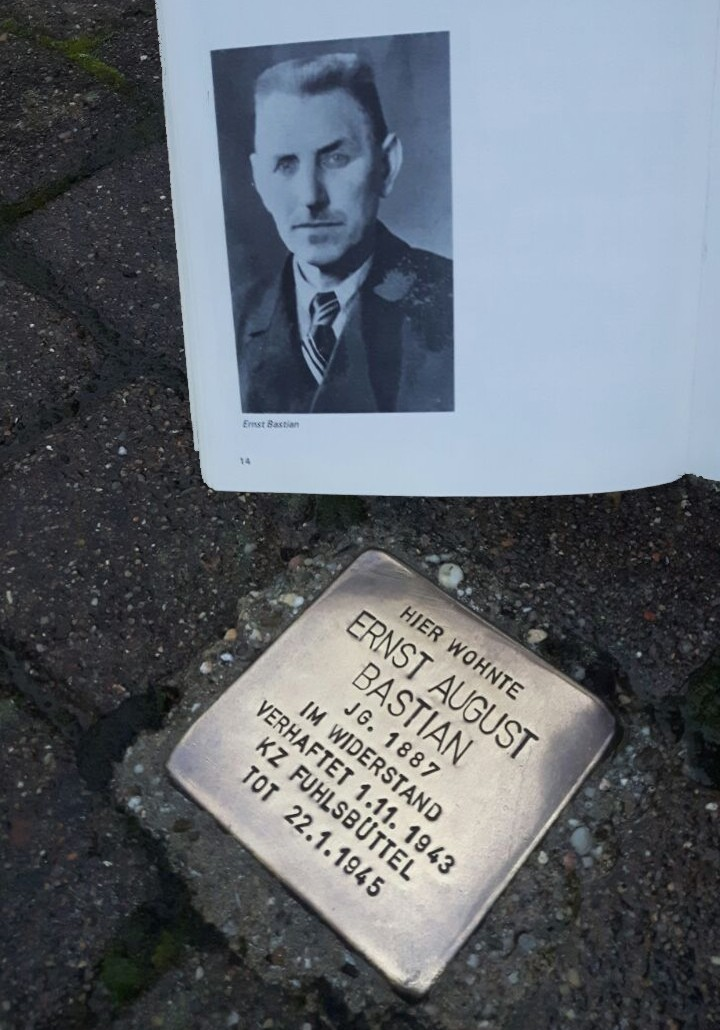
Stolperstein für Ernst August Bastian

Der Stolperstein in Bargteheide ist dem Widerstandskämpfer Ernst August Bastian gewidmet. Sogenannte Stolpersteine werden vom Kölner Künstler Gunter Demnig in weiten Teilen Europas verlegt. Sie erinnern an das Schicksal der Menschen, die von den Nationalsozialisten ermordet, deportiert, vertrieben oder in den Suizid getrieben wurden und liegen im Regelfall vor dem letzten selbstgewählten Wohnsitz des Opfers. 
Der bislang einzige Stolperstein in Bargteheide wurde am 26. November 2009 vom Künstler persönlich verlegt.

## Stolperstein
| Stolperstein | Inschrift                                                                                                | Verlegeort      | Name, Leben                                                                                       |
| ------------ | --- | --------------- | ------------------------------------------------------------------------------------------------- |
|              | HIER WOHNTE ERNST AUGUST BASTIAN JG. 1887 IM WIDERSTAND VERHAFTET 1.11.1943 KZ FUHLSBÜTTEL TOT 22.1.1945 | Am Bargfeld 6 · | Ernst August Bastian wurde als Kommunist verhaftet und starb am 22. Januar 1945 im KZ Fuhlsbüttel |

## Verlegung
Der Stolperstein wurde am 26. November 2009 vom Künstler Gunter Demnig persönlich verlegt.